# Pennellia longifolia
Pennellia longifolia là một loài thực vật có hoa trong họ Cải. Loài này được (Benth.) Rollins mô tả khoa học đầu tiên năm 1960.